# Miropol (stacja kolejowa)
Miropol (ukr. Миропіль) – stacja kolejowa w miejscowości Miropol, w rejonie żytomierskim, w obwodzie żytomierskim, na Ukrainie. Położona jest na linii Koziatyn – Berdyczów – Szepetówka.
W XIX w. powstał w tym miejscu przystanek kolejowy, położony na drodze żelaznej brzesko-kijowskiej pomiędzy stacjami Połonne i Peczanówka. W okresie międzywojennym była to już stacja kolejowa.